# Amebis
Amebis je slovensko podjetje s sedežem v Kamniku, ki se ukvarja z razvojem in implementacijo jezikovnih tehnologij. Ustanovljeno je bilo leta 1991 in velja za vodilno slovensko podjetje na tem področju. Zaposluje strokovnjake iz IT področja in strokovnjaka iz slovenističnega področja.

## Dejavnosti
Podjetje ponuja produkte in storitve na področju jezikovnih tehnologij, med drugim:
- razvoj slovarjev, črkovalnikov in slovničnih pregledovalnikov,
- strojno branje (pretvorba besedila v govor),
- jezikovna normalizacija,
- rešitve za analizo besedil,
- razvoj virtualnih asistentov,
- izdelava spletnih in drugih iskalnikov.

## Produkti
Nekateri izmed najbolj znanih produktov podjetja so:
- Amebis Besana, avtomatska lektorica: Orodje, ki pomaga pri pisanju brez slovničnih napak.
- eBralec: Sintetizator govora, ki pretvori slovensko besedilo v govor.
- Chatbot SecondEGO: Digitalni pomočnik v slovenskem jeziku.
- Glasno branje WebSpeak: Spletna storitev poslušanja besedil WebSpeak.
- Jezikovna normalizacija: Storitev, ki omogoča, da programi za obdelavo jezika, narejeni za angleški jezik, delujejo tudi v slovenščini.
- Iskalnik za slovenski jezik: Prilagojen iskalnik, ki omogoča iskanje po spletnih straneh v slovenskem jeziku.
- Slovarski portal Termania:  Trenutno je na voljo 135 slovarjev.

## Nagrade
11. oktobra 2023 je podjetje prejelo prestižno nagrado Ustanove patra Stanislava Škrabca za slovenistične dosežke. To je bilo prvič, da je nagrado prejelo podjetje in ne posameznik. Nagrada vrednoti in podpira delo jezikoslovcev-slovenistov in izpostavlja dosežke na tem strokovnem področju.